# Teara interrupta
Teara interrupta är en fjärilsart som beskrevs av Walker. Teara interrupta ingår i släktet Teara och familjen tandspinnare. Inga underarter finns listade i Catalogue of Life.